# Схарбек (станция)
Схарбек — железнодорожная станция на линии 25, 26, 27, 28, 36, 36c, 94 бельгийских железных дорог. Открыта 1887. Расположена в коммуне Схарбек (Брюссель) к северо-востоку от центра города.
Имеет 13 перронов, обслуживает поезда на Лёвен, Антверпен и международный аэропорт Брюсселя.
Здание аэропорта построено по проекту архитектора Франца Зёлена в стиле фламандского нео-ренессанса. Строительство шло в два этапа: левое крыло возведено в 1890 году, центральная часть и правое крыло — в 1913 году.
В сохранившихся зданиях железнодорожной станции и в новом сарае, построенном к северу от неё, находится железнодорожный музей и официальный музей Национальной железнодорожной компании Бельгии (NMBS/SNCB) Train World.